# Corona Australis
Corona Australis (CrA), a Coroa do Sul ou Austral, é uma constelação do hemisfério celestial sul. O genitivo, usado para formar nomes de estrelas, é Coronae Australis.
As constelações vizinhas, segundo a padronização atual, são o Sagitário, o Escorpião, o Altar e o Telescópio.
Nos tempos antigos, a Coroa do Sul era representada como um monte de flechas ao lado do Sagitário, e constitui uma das quarenta e oito constelações ptolemaicas originais do Almagesto.  

## Mitologia
Os mitos que a envolvem são um mistério, porém crê-se que são ligados aos de Baco, deus do vinho, nos quais narra-se que uma coroa de flores foi posta no céu em homenagem à Sêmele, mãe do deus. Outra versão relata que é um monumento à vitória de Corina de Tângra num concurso de poesia. Por vezes também é considerada à mítica coroa perdida do Sagitário.

## Meteoros
Próximo à estrela Beta Coronae Australis está o radiante da chuva de meteoros chamada Beta-Coronae-Australídeos, que pode ser observada todos os anos por volta do dia 18 de maio.